# Филатов, Александр Алексеевич (политик)
Александр Алексеевич Филатов (род. 5 сентября 1940 года) — российский политик. Председатель Совета народных депутатов Кемеровской области с января 1997 года по апрель 1999 года. Член Совета Федерации.

## Биография
Родился 5 сентября 1940 года в Ленинске-Кузнецком Кемеровской области (на тот момент в составе Новосибирской). Служил в танковой части под Калининградом. Старшина. Окончил Кузбасский политехнический институт. Работал на шахтах города Полысаево: горным мастером Полысаевской шахты, главным инженером на шахте «Комсомолец», директором Полысаевской шахты в 1983—1987 годах. С 1987 по 1990 возглавлял горнотехническую инспекцию. С марта 1990 до августа 1990 был первым секретарем Ленинск-Кузнецкого горкома КПСС. В 1993 году был избран в Кемеровский облсовет. С 1997 по 1999 год — председатель областного Совета народных депутатов.

## Награды
- юбилейная медаль «За доблестный труд. В ознаменование 100-летия со дня рождения Владимира Ильича Ленина»
- Почетная грамота Совета Федерации.